# Landol, Srbija
Landol (izvirno srbsko Ландол) je naselje v Srbiji, ki upravno spada pod Mesto Smederevo; slednja pa je del Podonavskega upravnega okraja.

## Demografija
V naselju živi 871 polnoletnih prebivalcev, pri čemer je njihova povprečna starost 41,9 let (41,0 pri moških in 42,8 pri ženskah). Naselje ima 323 gospodinjstev, pri čemer je povprečno število članov na gospodinjstvo 3,30.
To naselje je, glede na rezultate popisa iz leta 2002, večinoma srbsko.
|  |

| Demografija | Demografija     | Demografija     |
| Leto        | Št. prebivalcev | Št. prebivalcev |
| ----------- | --------------- | --------------- |
|             |                 |                 |
|             |                 |                 |
|             |                 |                 |
|             |                 |                 |
| 1948        | 1163            |                 |
| 1953        | 1224            |                 |
| 1961        | 1185            |                 |
| 1971        | 972             |                 |
| 1981        | 1006            |                 |
| 1991        | 954             | 919             |
| 2002        | 1103            | 1068            |
|             |                 |                 |

| Etnična sestava po popisu iz leta 2002 | Etnična sestava po popisu iz leta 2002 | Etnična sestava po popisu iz leta 2002 | Etnična sestava po popisu iz leta 2002 | Etnična sestava po popisu iz leta 2002 |
| -------------------------------------- | -------------------------------------- | -------------------------------------- | -------------------------------------- | -------------------------------------- |
| Srbi                                   | Srbi                                   |                                        | 1.041                                  | 97,47%                                 |
| Črnogorci                              | Črnogorci                              |                                        | 16                                     | 1,49%                                  |
| Makedonci                              | Makedonci                              |                                        | 2                                      | 0,18%                                  |
| Bolgari                                | Bolgari                                |                                        | 2                                      | 0,18%                                  |
| Hrvati                                 | Hrvati                                 |                                        | 1                                      | 0,09%                                  |
| Rusi                                   | Rusi                                   |                                        | 1                                      | 0,09%                                  |
| Albanci                                | Albanci                                |                                        | 1                                      | 0,09%                                  |
| Jugoslovani                            | Jugoslovani                            |                                        | 1                                      | 0,09%                                  |
| Neznano                                | Neznano                                |                                        | 2                                      | 0,18%                                  |